# NGC 4633
NGC 4633 = IC 3688 ist eine spiralförmige Zwerggalaxie mit ausgedehnten Sternentstehungsgebieten vom Hubble-Typ SBd im Sternbild der Haar der Berenike am Nordsternhimmel. Sie ist schätzungsweise 11 Millionen Lichtjahre von der Milchstraße entfernt und hat einen Durchmesser von etwa 40.000 Lichtjahren. Die Entfernungsmessungen basierend auf den Radialgeschwindigkeiten stimmen nicht mit den rotverschiebungsunabhängigen Entfernungsschätzungen von 69 ± 5 Millionen Lichtjahren überein. Die Galaxie bildet mit NGC 4634 das gravitativ gebundenes Paar Holm 445 und wird unter der Katalognummer VVC 1929 als Teil des Virgo-Galaxienhaufens gelistet.

Im selben Himmelsareal befinden sich u. a. die Galaxien NGC 4611, IC 3637, IC 3658, IC 3735.
Das Objekt wurde am 27. April 1887 von Edward D. Swift entdeckt.